# Dorfkirche Parkentin

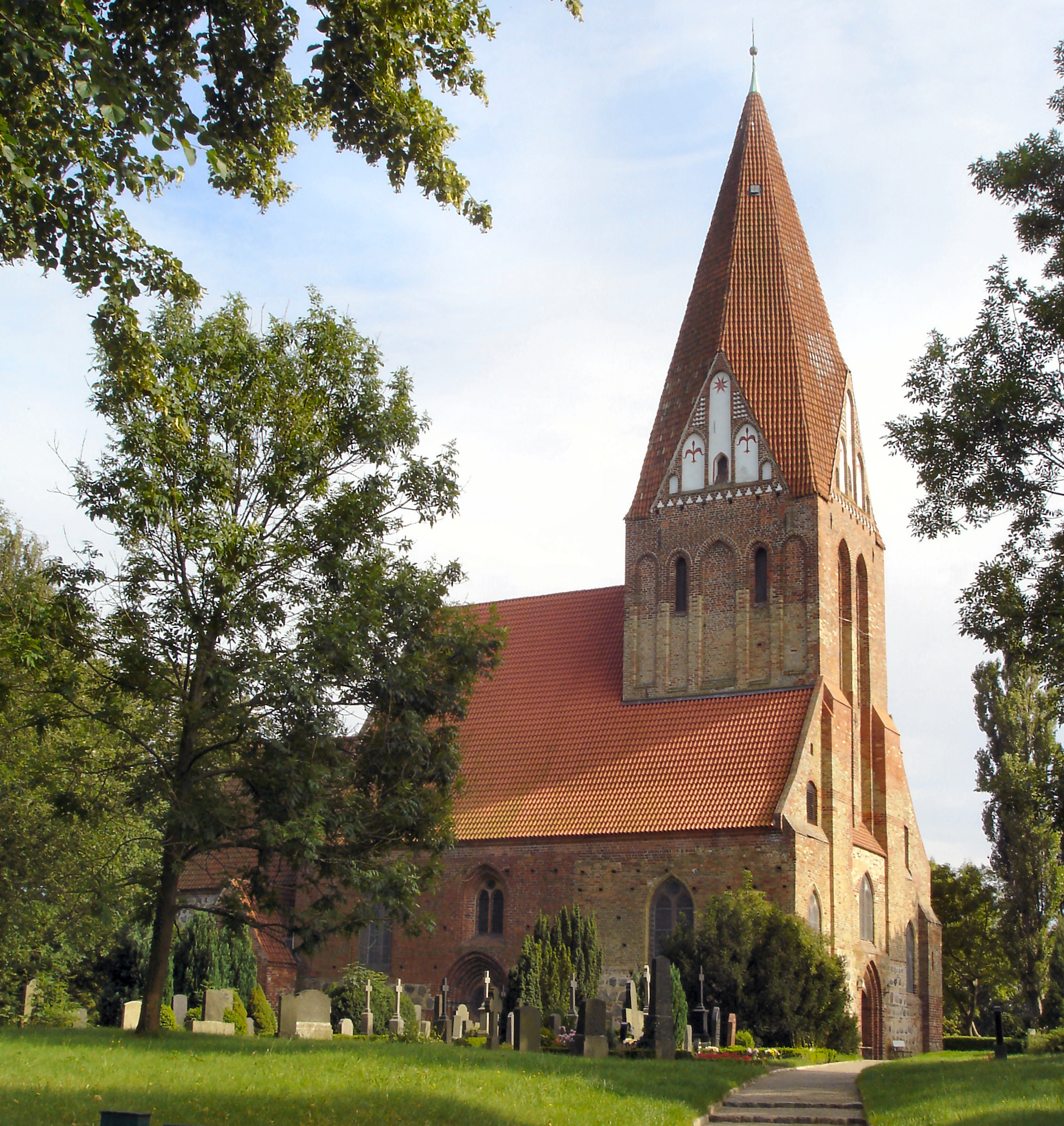
Die Dorfkirche in Parkentin

Die Dorfkirche Parkentin ist die Kirche der Evangelisch-lutherischen Kirchengemeinde Parkentin-Hanstorf in Bartenshagen-Parkentin im Landkreis Rostock. Die Gemeinde gehört zur Propstei Rostock im Kirchenkreis Mecklenburg der Evangelisch-Lutherischen Kirche in Norddeutschland (Nordkirche). Zur Gemeinde gehören die Dorfkirchen von Hanstorf und Stäbelow.

## Geschichte
Das Gebiet von Parkentin gehört zu den Ländereien, die Pribislaw dem Kloster Doberan bei dessen Gründung 1171 übereignete. Die Kirche wurde wenig später durch das Kloster begründet. Um 1300 gehörte Rabenhorst (Rethwisch) zeitweilig zur Pfarre. Am 7. April 1333 wurde dem Kloster von Herzog Albrecht II. die Gerichtsbarkeit über Parkentin verliehen. Die Kirche gehörte bis 1552 zum Archidiakonatsbereichs des Klosters. Nach der Säkularisation und Auflösung des Klosters kam der Ort zum herzoglichen Domanialamt. Erster evangelischer Pastor, der vom Herzog und nicht vom Abt des Klosters eingesetzt wurde, war 1557 Brand Meseke.

## Baubeschreibung
Die Kirche wurde, beginnend im 13. Jahrhundert, in mehreren Abschnitten erbaut. Der älteste Teil ist der quadratische, achtrippig überwölbte Chor aus Feldsteinen. Er besitzt noch romanische Schlitzfenster. Der östliche Giebel aus Backstein ist reich gegliedert. Das dreischiffige Hallenhaus mit zwei Jochen hat vier zweiteilige frühgotische Fenster, die auf eine Bauzeit zu Anfang des 14. Jahrhunderts hindeuten. Das Kirchenschiff ist mit Kreuzgewölben abgeschlossen. An der Südseite des Chores wurde eine Sakristei angebaut, an der Nordseite befindet sich eine im 14. Jahrhundert errichtete Leichenhalle. Sehenswert ist die Brauttür, der im 20. Jahrhundert zugemauerte ehemalige Haupteingang an der Nordseite der Kirche. Dieser ist mit abwechselndem Rund- und Birnstab sowie Blütenschmuck verziert. Drei weitere, heute zugemauerte Durchbrüche mit unbekanntem Zweck gab es an der Südseite.
Die beiden zentralen Pfeiler des Kirchenschiffes sind auffällig verziert. Beide tragen auf jeweils drei Seiten bildliche Darstellungen von Heiligen. Nur die der Außenwand zugewandte Fläche ist jeweils unbemalt. Der südliche Pfeiler trägt zusätzlich kleine Skulpturen von Heiligen. Der nördliche Pfeiler trägt stattdessen ein Weihwasserbecken. Vom ursprünglichen Eingang, der Brauttür ist es nur wenige Schritte entfernt und war gut erreichbar. Heute befindet es sich inmitten des Gestühls und wäre bei einer voll besetzten Kirche praktisch kaum noch benutzbar.
Der in den Innenraum eingezogene Turm mit den Seitenkapellen stammt aus der zweiten Hälfte des 14. Jahrhunderts, ist 41 Meter hoch und hat einen achteckigen Spitzhelm und vier blendengeschmückte Schildgiebel.

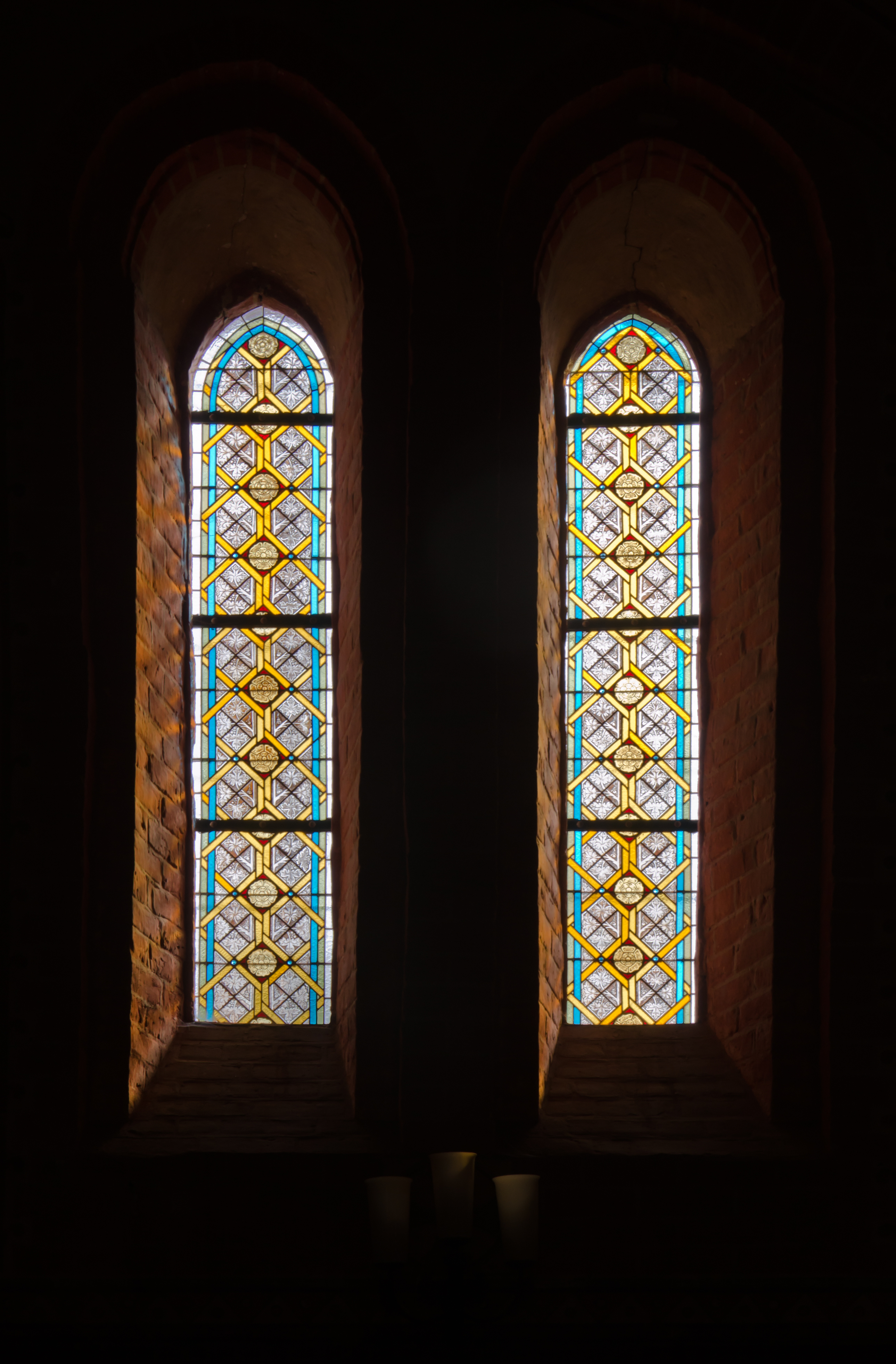
Schlitzfenster im Chor
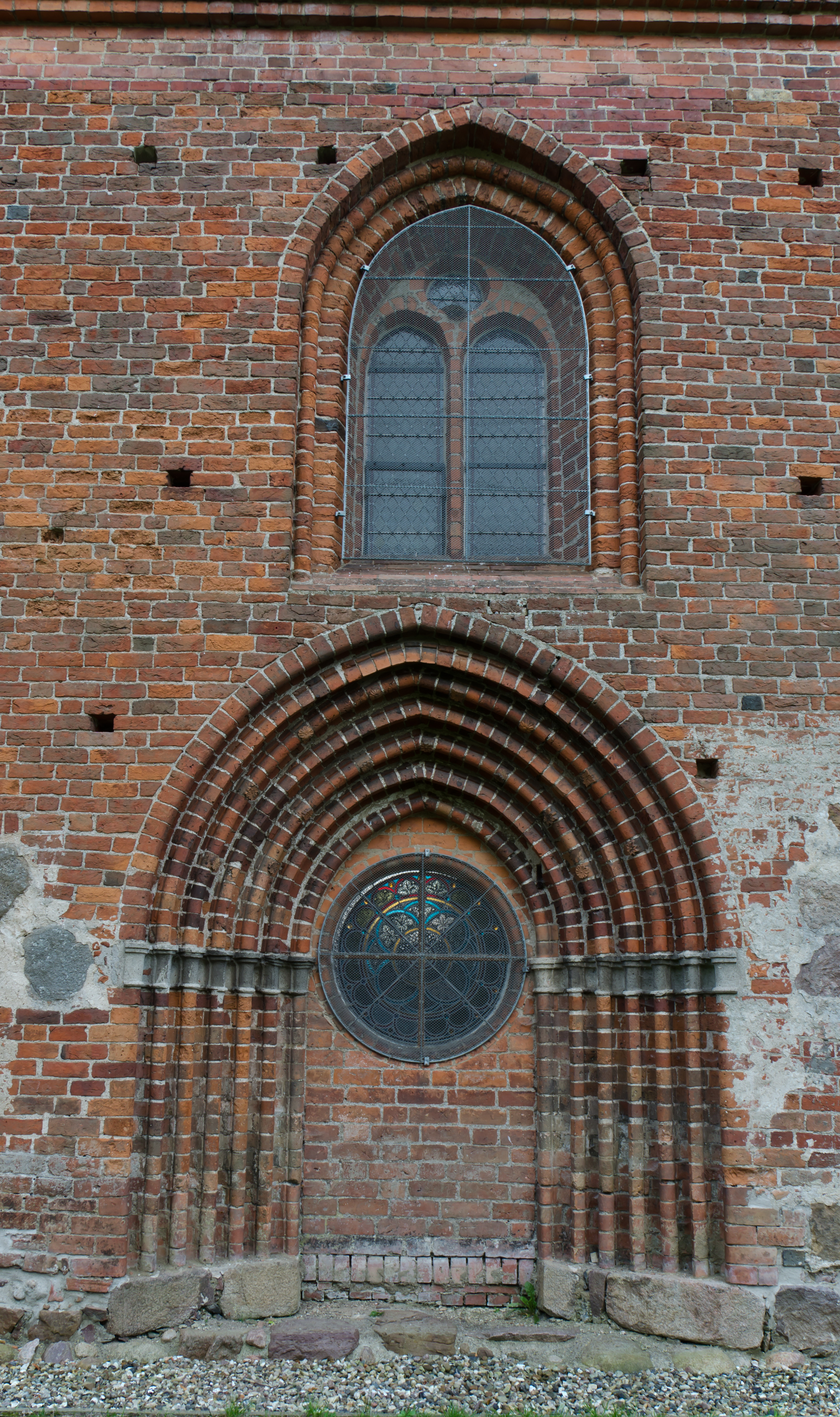
ehemalige Brauttür an der Nordseite
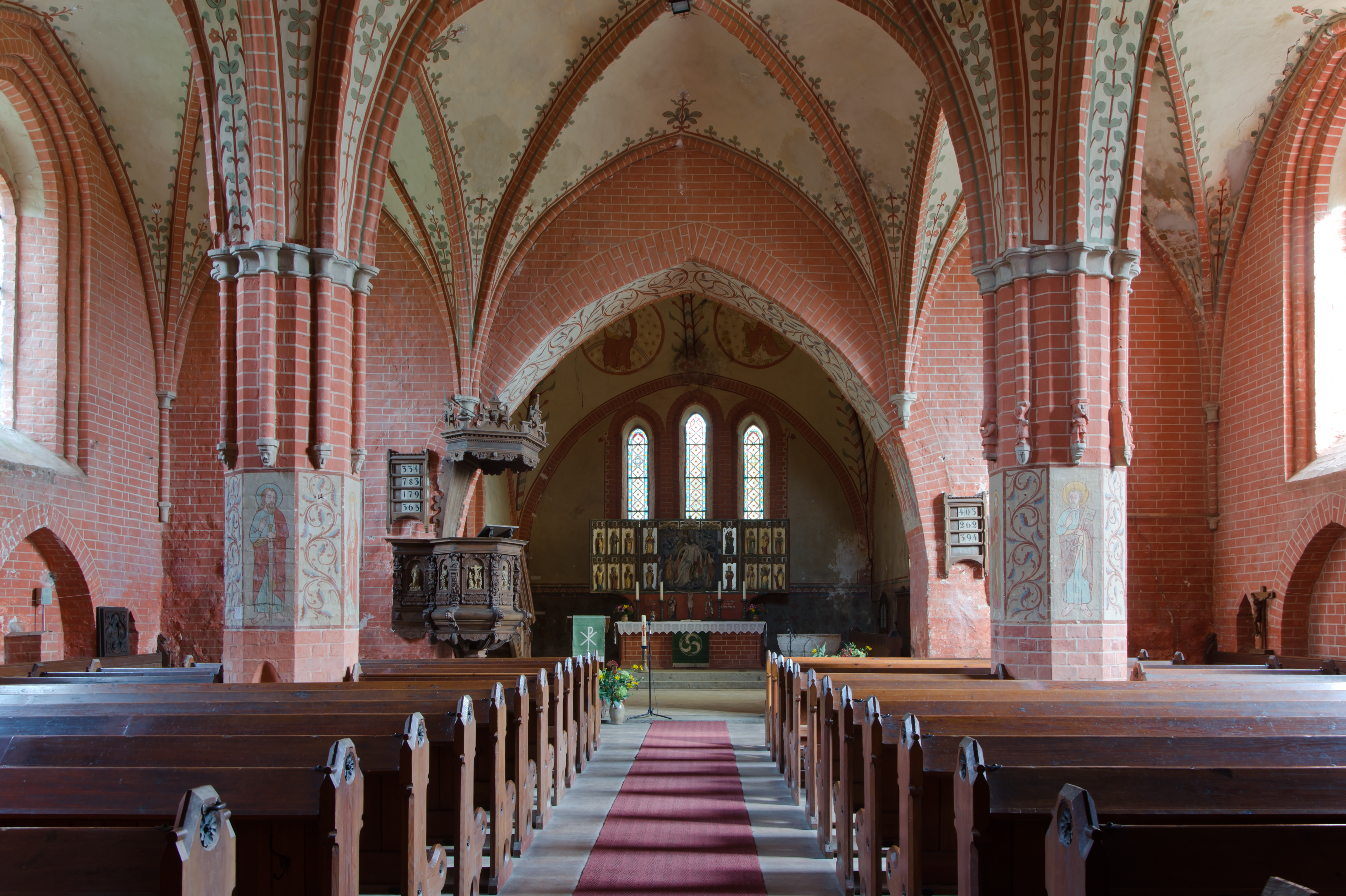
Innenraum der Kirche mit Blickrichtung zum Chor im Osten

## Ausstattung
Der Flügelaltar stammt aus der zweiten Hälfte des 15. Jahrhunderts. Der Mittelschrein wurde 1689 im Barockstil verändert. In diesem sind eine geschnitzte Figurengruppe der heiligen Dreieinigkeit sowie die Heiligen Georg und Katharina und ein Bischof angeordnet. In den Flügeln finden sich die Apostel. Die Rückseiten der Flügel bestehen aus acht Gemälden. Die Kanzel ist mit dem 3. April 1615 datiert und stellt eine vollendete Renaissancearbeit dar. Sie wurde vom Rostocker Tischler Hans Schwant gefertigt. Es finden sich Schnitzarbeiten, die vier Evangelisten und die Kreuzigungsszene darstellen. Der Schalldeckel ist eine jüngere Arbeit. Zur Ausstattung gehört ein um 1280 entstandener frühgotischer Taufstein. In der Kirche befinden sich mehrere Grabsteine, darunter der des Plebans Johannes Birnith und seiner Mutter Katharina von 1369.
Im Inneren der Kirche befinden sich im Kuppelgewölbe Fresken aus dem 14. Jahrhundert, die 1899 entdeckt und restauriert wurden. Die im Chorgewölbe gemalten Frauen stellen das Gleichnis von den klugen und törichten Jungfrauen dar. An der Ostwand des Langschiffes befindet sich ein alleinstehendes Bild der Kreuzabnahme und im Chorbogen gegenüber der Kanzel eine Darstellung der Geißelung Jesu.
Bis 1967 beherbergte die Kirche eine Runge-Orgel. Die heutige Schuke-Orgel wurde 1961 als Opus 314 für die Georgenkirche in Wismar angefertigt, war später in Rostock in Gebrauch und kam 1976 nach Parkentin. Sie besitzt acht Register, auf einem Manual und Pedal.
Der Turm beherbergt drei Glocken, von denen die älteste und kleinste eine 1627 gegossene Bronzeglocke ist. Zwei weitere Bronzeglocken mussten 1918 für Kriegszwecke abgeliefert werden und wurden 1923 durch zwei Eisenhartgussglocken der Firma Ulrich und Weule ersetzt.

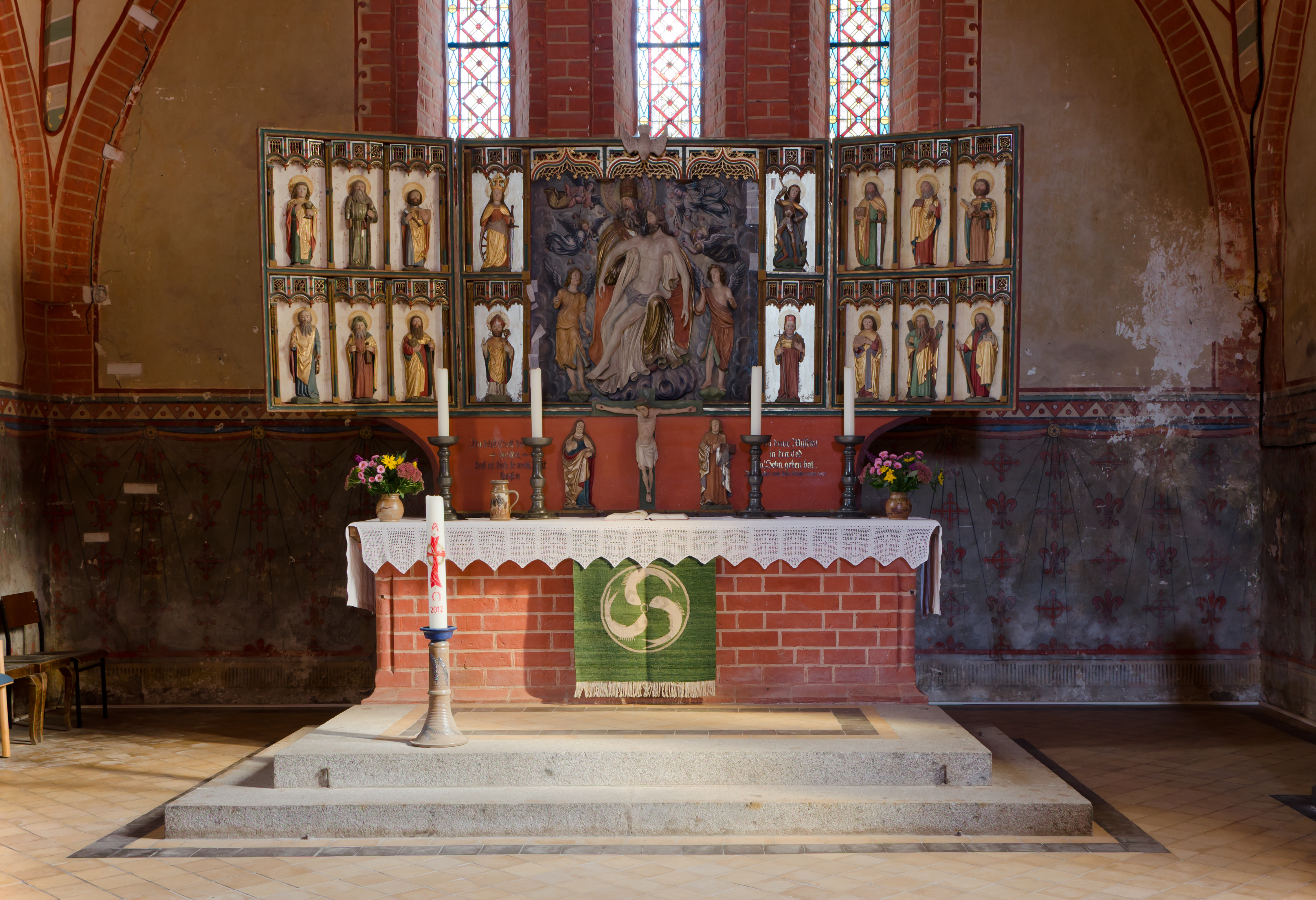
Altar
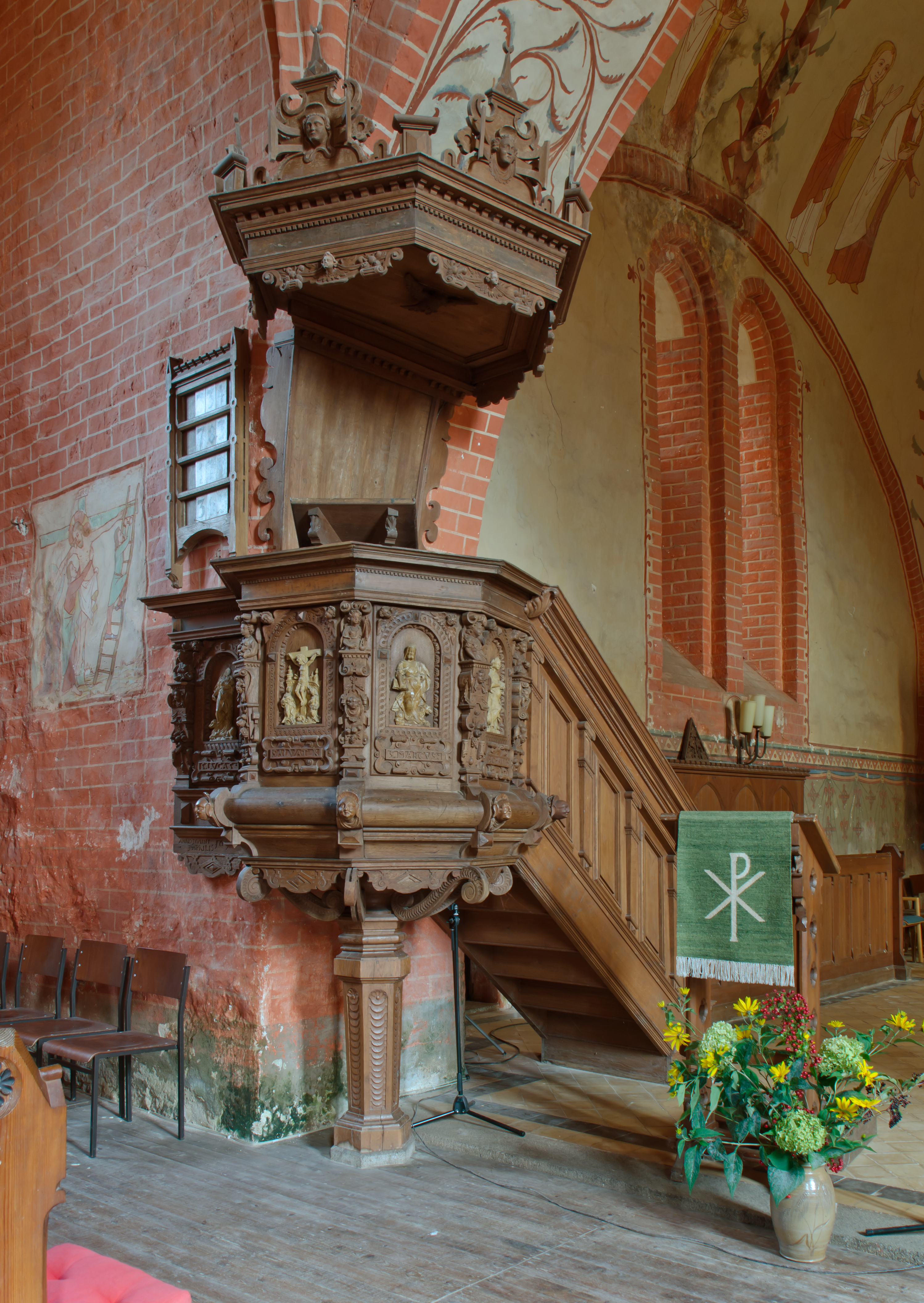
Kanzel
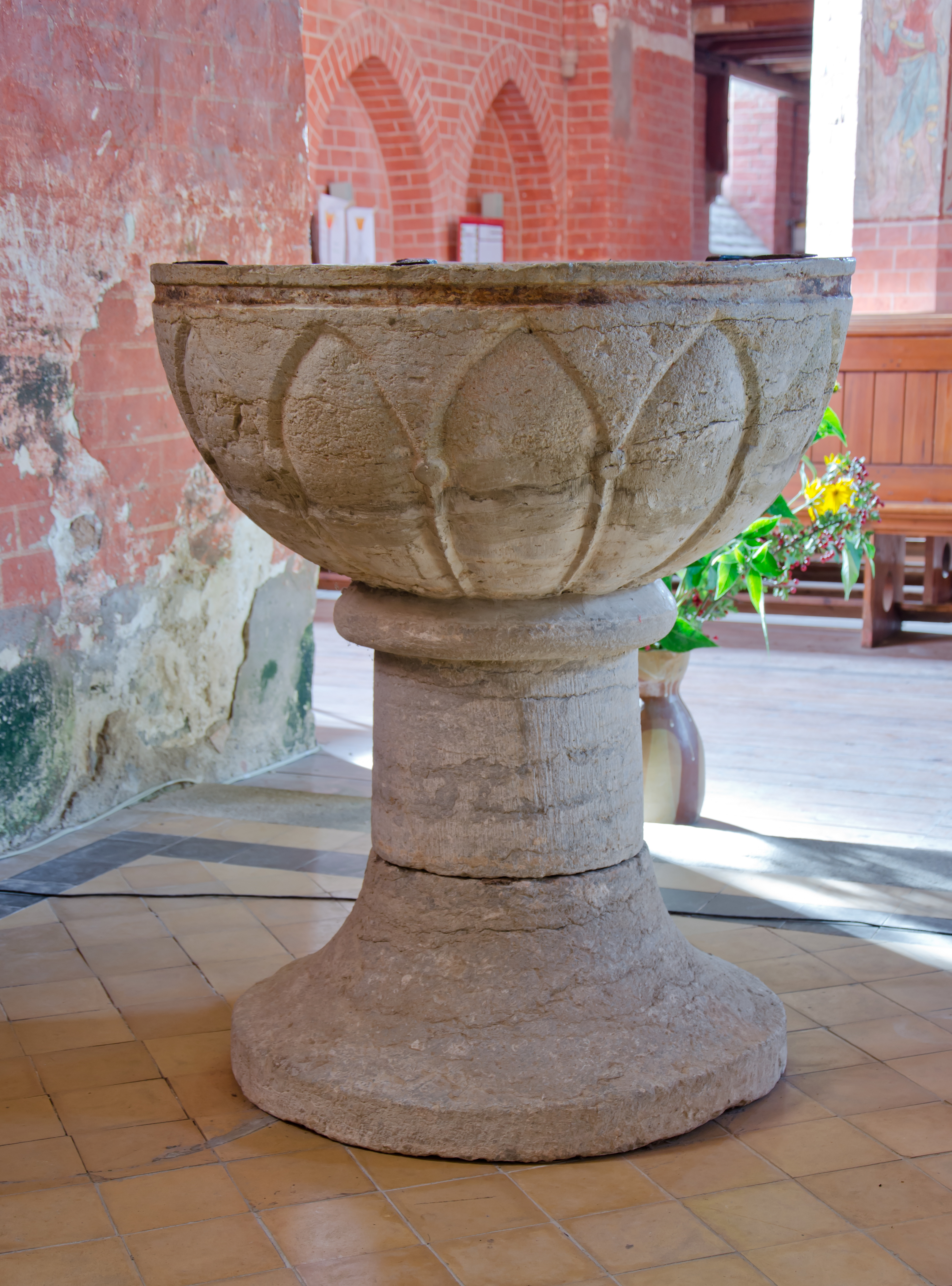
Taufstein
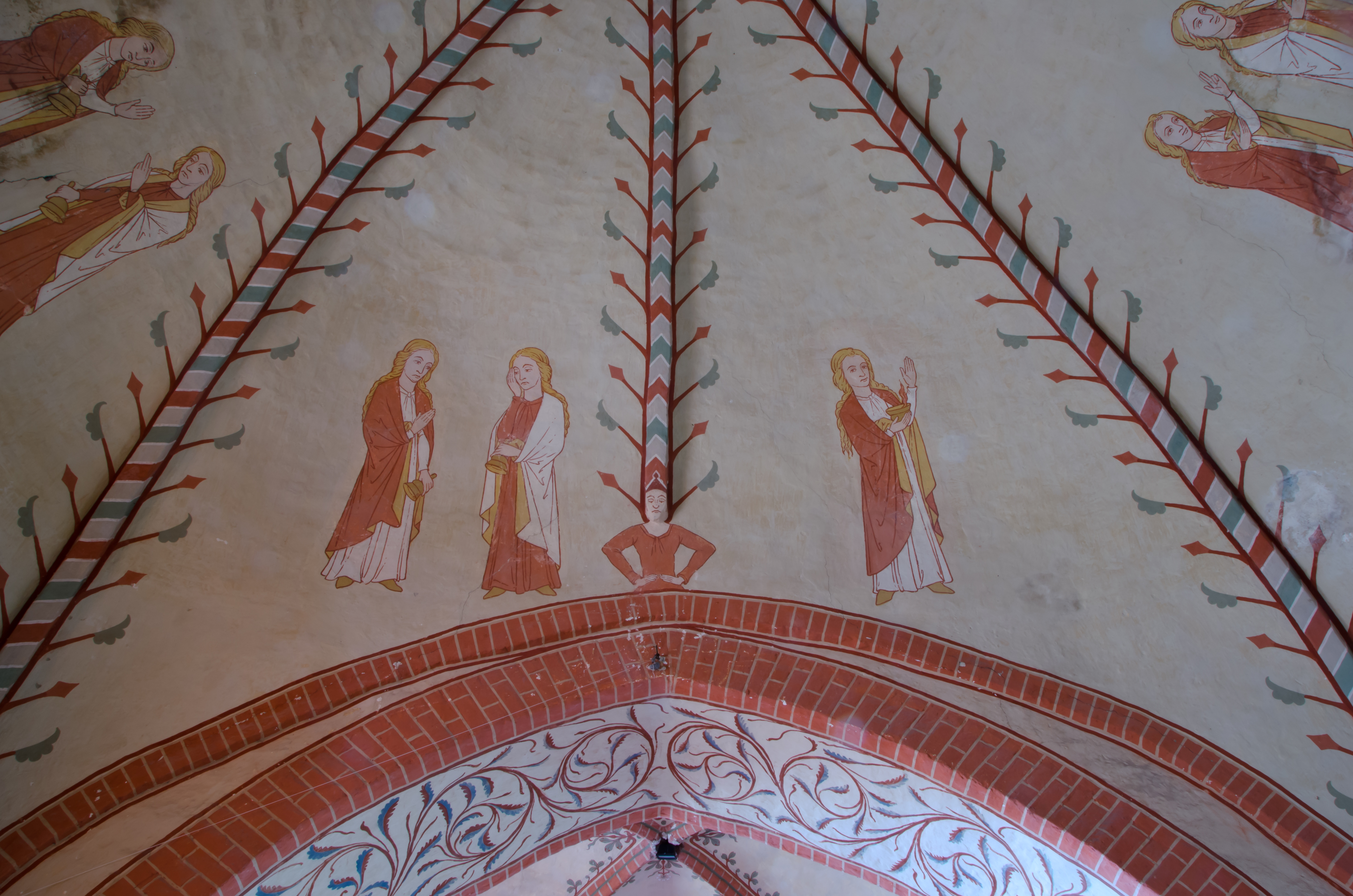
Fresken im Chorgewölbe
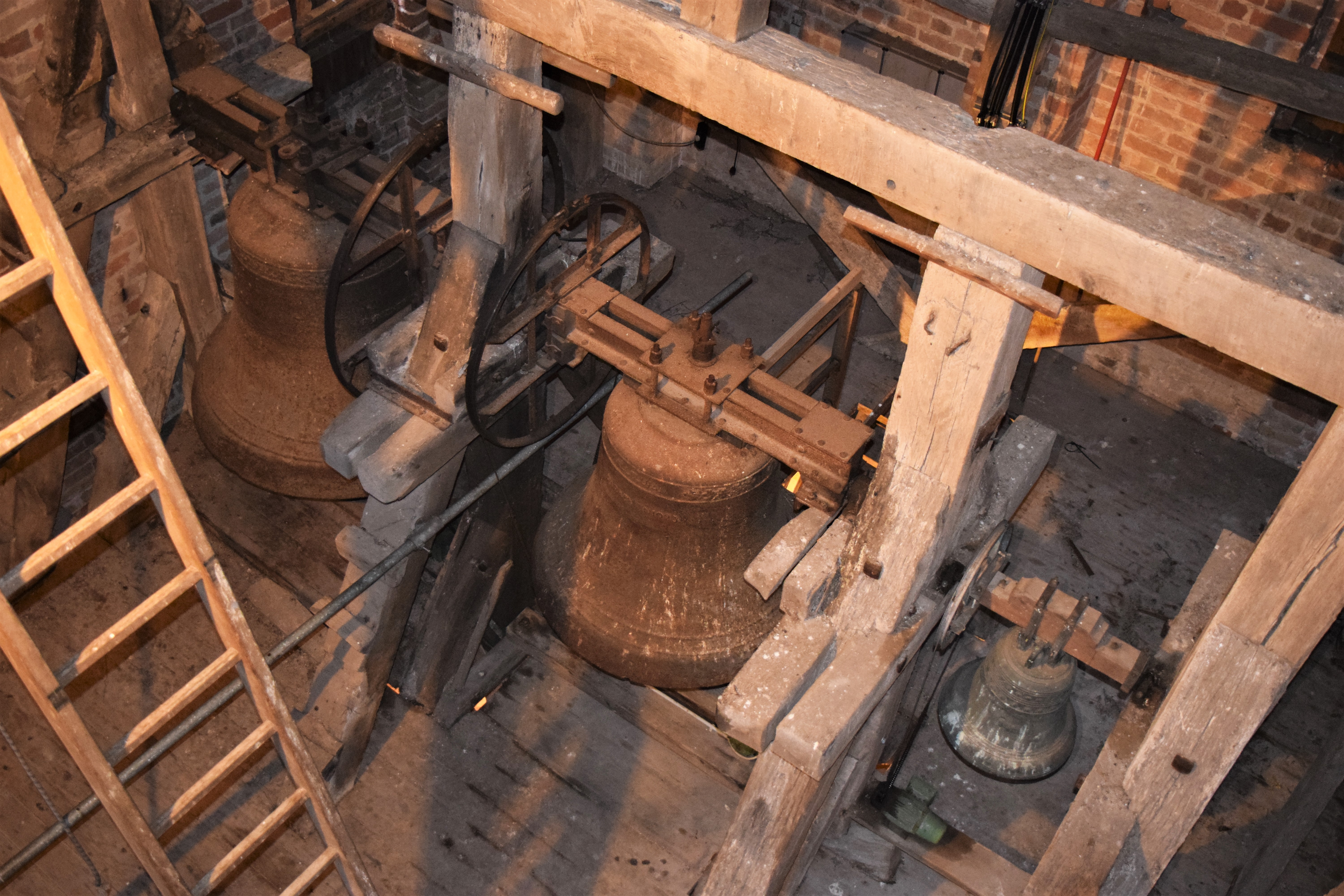
Glocken der Kirche

## Förderverein
Es wurde ein Förderverein zur Erhaltung der Parkentiner Kirche gegründet, der wichtige Aufgaben zur Sanierung der Kirche übernommen hat. Erforderlich sind die Trockenlegung der Fundamente und die
Renovierung des Innenraumes.